# Merlu du Pacifique nord
Merluccius productus
Espèce
Statut de conservation UICN

 LC  : Préoccupation mineure
Le merlu du Pacifique nord (Merluccius productus) est une espèce de poissons de la famille des merlucciidés.